# Liste des armes nucléaires

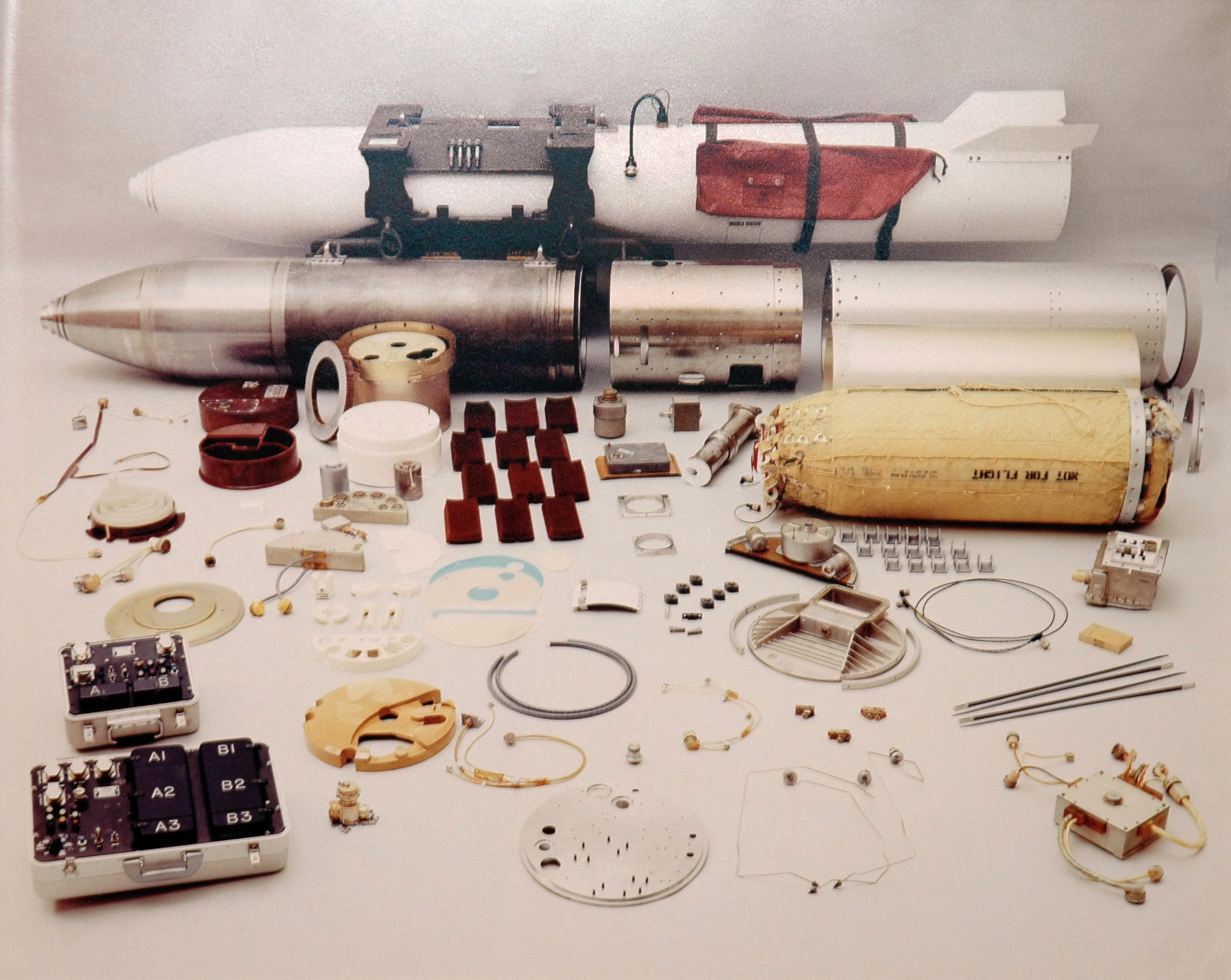
Les composants d'une bombe nucléaire B83 utilisée par les États-Unis.

Voici une liste d'armes nucléaires classées par pays d'origine, puis par type au sein des états. En 2025, les États-Unis, la Russie, la Chine et l’Inde sont connus pour posséder une triade nucléaire, étant capables de transporter des armes nucléaires par la terre, la mer et l’air ; Israël en est suspecté ; la Corée du Nord et le Pakistan ont des programmes pour l'avoir au moins au niveau des armes nucléaires tactiques ; la France et le Royaume-Uni ont abandonné cette capacité dans les années 1990.

## États-Unis
Les premières armes étaient très lourdes et larges, et ne pouvaient être utilisées que comme des bombes à chute libre. Ces armes étaient connues sous le nom de « Mark », comme la Mark 4. À mesure que la modernité des armes augmentait, leur taille et leur masse ne cessaient de décroître, ce qui leur a permis d'être utilisées différemment. À partir de cette époque, les armes ont commencé à recevoir des désignations en fonction de leur rôle ; les bombes ont reçu le préfixe « B », tandis que les ogives utilisées dans d'autres systèmes, comme les missiles, aurait normalement été préfixée par « W ». Par exemple, l’ogive W-53 a également été utilisée comme base pour la bombe nucléaire B53.
Dans d’autres cas, lorsque les modifications sont trop importantes, les variantes se voient attribuer leur propre numéro. Un exemple est la bombe B61, qui est la conception mère des W80, W81 et W84. Il existe également des numérotations hors séquence et d’autres préfixes extraordinaires.
- Bombes – désignées sous le qualificatif « Mark » (Mk) jusqu’en 1968, et avec la lettre « B » après cette date. Les bombes expérimentales sont désignées par le qualificatif « TX ».
  - Mark 1 - Plus communément appelée « Little Boy ». Arme à uranium de type fusil, utilisé contre Hiroshima.
  - Mark 2 - Plus communément appelée « Thin Man ». Projet abandonné en 1944 car non adaptée au plutonium produit.
  - Mark 3 - Plus communément appelée « Fat Man ». Arme au plutonium utilisée contre Nagasaki, quasiment identique au Gadget utilisé lors de l'essai nucléaire de Trinity.
  - Mark 4 - Révision de « Fat Man » après la guerre (1949 - 1953).
  - Mark 5 - Bombe nucléaire nettement plus petite que les précédentes mais avec une rendement bien plus élevé.
  - Mark 6 - Version améliorée de Mk-4.
  - Mark 7 - Bombe tactique polyvalente (8 - 61 kT, 1952 - 1967).
  - Mark 8 - Arme de type fusil conçue pour pénétrer des bunkers (25 - 30 kT, 1951 - 1957).
  - Mark 10 - Version améliorée de la Mk-8 (12 - 15 kT), projet abandonné en mai 1952.
  - Mark 11 - Version améliorée de la Mk-8, version de type fusil (8 - 30 kT).
  - Mark 12 - Bombe légère destinée à être transportée par les avions (12 - 14 kT).
  - Mark 13 - Version améliorée de la Mk-6, projet abandonné en août 1954.
  - TX/Mark 14 - Première bombe thermonucléaire à combustible solide déployable (Essaie de Castle Union). Cinq exemplaires seulement furent produits (5 MT).
  - Mark 15 - Première arme thermonucléaire "légère" (1,7 - 3,8 MT, 1955 - 1965).
  - TX/Mark 16 - Première bombe thermonucléaire possédant le dispositif Ivy Mike. Seule arme cryogénique jamais déployée. Cinq exemplaires seulement furent produits (6 - 8 MT).
  - Mark 17 - Arme thermonucléaire à haut rendement. Plus lourde bombe jusqu’à présent, deuxième arme américaine en termes de rendement. Très similaire à la Mk-24 (10 - 15 MT).
  - Mark 18 - Arme à fission à très haut rendement, possédant le dispositif Ivy King.
  - Mark 20 - Version améliorée de la Mk-13, projet abandonné en 1954.
  - Mark 21 - Version améliorée de la bombe utilisée lors du test Castle Bravo.
  - Mark 22 - Bombe thermonucléaire ratée, possédant le dispositif Castle Koon, projet abandonné en avril 1954.
  - Mark 24 - Bombe thermonucléaire à haut rendement, très similaire à la Mk-17.
  - Mark 26 - Version améliorée de la Mk-21, projet abandonné en 1956.
  - Mark 27 - Bombe nucléaire destinée à la marine (1958 - 1965).
  - Mark 101 Lulu - (1958 - 1971).
  - Mk 105 Hotpoint - (1958 - 1965).
  - B28 - Aussi appelée Mark 28 (1958-1991).
  - Mark 36 - Bombe nucléaire stratégique (1956 - 1961, 6 - 19 MT).
  - Mark 39 - (1957 - 1966).
  - B41 - Aussi appelée Mark 41, arme nucléaire de plus grande puissance : 25 MT (1960 - 1976).
  - B43 - Aussi appelée Mark 43 (1961 - 1991).
  - TX/B46 - Aussi appelée Mark 46, projet abandonné en 1958.
  - Mark 90 - (1952 - 1960)
  - B53 - (1962 - 1997; démantelée en 2010 - 2011).
  - B57 - (1963 - 1993).
  - B61 - (1966 - aujourd’hui)
  - B77 - projet abandonné en 1977.
  - B83 - (1983 - aujourd’hui)
  - B90 - projet abandonné en 1991.
  - Programme Robust Nuclear Earth Penetrator design (2001 - 2005), projet abandonné.

- Obus atomiques
  - 406 mm
    - W23 - (1956 - 1962), bombe à fission de type fusil.

  - 280 mm
    - W9 - (1952 - 1957), bombe à fission de type fusil.
    - W19 - (1953 - 1956), bombe à fission de type fusil, dérivée de la W9.

  - 203 mm
    - W33 - (1956 - 1980), bombe à fission de type fusil.
    - W75 - projet abandonné en 1973.
    - W79 - (1981 - 1992).

  - Autres calibres
    - W48 - (1963 -1992) pour canons de 175 mm et 155 mm.
    - W74 - projet abandonné en 1973.
    - W82 - projet abandonné en 1983.

- Mines terrestres nucléaires
  - W7 - (1954 - 1967).
  - T4 - (1957 - 1963), bombe à fission de type fusil.
  - W30 Tactical - (1961 - 1966).
  - W31 - (1960 - 1965).
  - W45 - Mine de taille moyenne (1964 - 1984).
  - W54 - Mine spéciale (1965 - 1989).

- Ogives
  - W4 - Ogive pour missile de croisière SM‑62 Snark, projet abandonné en 1951.
  - W5 - Ogive pour MGM‑1 Matador (1954 - 1963).
  - W7 - Ogive pour roquette MGR‑1 Honest John, MGM‑5 Corporal, SAM Nike Hercules et roquette air‑sol BOAR
  - W8 - Ogive pour missile de croisière SSM‑N‑8 Regulus, bombe à fission de type fusil, projet abandonné en 1955.
  - W12 - Ogive pour SAM RIM‑8 Talos, projet abandonné en 1955.
  - W13 - Ogive pour SM‑62 Snark et PGM‑11 Redstone, projet abandonné en 1954.
  - W15 - Ogive pour SM‑62 Snark, projet abandonné en 1957.
  - W21 - Ogive pour SM‑64 Navaho, projet abandonné en 1957.
  - W25 - Ogive pour AIR‑2 « Genie » (1957 - 1984).
  - W27 - Ogive pour SSM‑N‑8 Regulus I & SSM‑N‑9 Regulus II (1958 - 1965).
  - W28 - Ogive pour AGM‑28 Hound Dog et MGM‑13 Mace (1958 - 1976).
  - W29 - Ogive pour SM‑64 Navaho, PGM‑11 Redstone, SM‑62 Snark, projet abandonné en 1955.
  - W30 - Ogive pour RIM‑8 Talos (1959 - 1979).
  - W31 - Ogive pour MGR‑1 Honest John (1961 - 1985), Nike Hercules (jusqu’en 1988).
  - W34 - Ogive pour charge de profondeur Mark 101 Lulu, torpille Mark 45 ASTOR et bombe Mk 105 Hotpoint(1958 - 1976).
  - W35 - Ogive pour SM‑65 Atlas, HGM‑25A Titan I, PGM‑17 Thor et PGM‑19 Jupiter, projet abandonné en 1958.
  - W37 - Projet abandonné en 1956.
  - W38 - Ogive pour SM‑65 Atlas et HGM‑25A Titan I (1961- 1965).
  - W39 - Ogive pour PGM‑11 Redstone (1958 - 1964).
  - W40 - Ogive pour MGM‑18 Lacrosse et CIM‑10 Bomarc (1959 - 1972).
  - W41 - Ogive pour SM‑64 Navaho, projet abandonné en 1957.
  - W42 - Ogive pour MIM‑23 Hawk, AIM‑47 Falcon, AAM‑N‑10 Eagle, projet abandonné en 1961.
  - W44 - Ogive pour RUR‑5 ASROC (1961 - 1989).
  - W45 - Ogive pour roquette MGR‑3 Little John, SAM RIM‑2 Terrier et ASM AGM‑12 Bullpup (1961 - 1969, pour certains jusqu’en 1988).
  - XW‑46 - Ogive pour PGM‑11 Redstone et SM‑62 Snark, projet abandonné en 1958.
  - W47 - Ogive pour SLBM UGM‑27 Polaris A‑1 et A‑2 (1960 - 1974).
  - W49 - Ogive pour PGM‑19 Jupiter et PGM‑17 Thor (1959 - 1963).
  - W50 - Ogive pour SRBM MGM‑31 Pershing et ASM Hopi (1960 - 1990).
  - XW‑51 - Ogive, intégré au W54 en 1959.
  - W52 - Ogive pour TBM MGM‑29 Sergeant (1962 - 1977).
  - W53 - Ogive pour ICBM LGM‑25C Titan II (1962 - 1987).
  - W54 - Ogive pour lance‑roquettes Davy Crockett, AIM‑26 Falcon et AIM‑4 Falcon (1961 - 1972).
  - W55 - Ogive pour SSM UUM‑44 SUBROC (1965 - 1989).
  - W56 - Ogive pour ICBM LGM‑30 Minuteman I & II (1963 - 1993).
  - W58 - Ogive pour SLBM UGM‑27 Polaris A‑3 (1964 - 1982).
  - W59 - Ogive pour Minuteman I et ALBM GAM‑87 Skybolt (1962 - 1969).
  - W60 - Ogive pour SAM RIM‑50 Typhon, projet abandonné en 1963.
  - W61 - Ogive pour ICBM MGM‑134 Midgetman, projet abandonné en 1992.
  - W62 - Ogive pour ICBM LGM‑30 Minuteman III (1970 - 2010).
  - W63 - Ogive pour TBM MGM‑52 Lance, projet abandonné en 1966.
  - W64 - Ogive pour MGM‑52 Lance, projet abandonné en 1964.
  - W65 - Ogive pour ABM Sprint, projet abandonné en 1968.
  - W66 - Ogive pour Sprint (1970 - 1975).
  - W67 - Ogive pour SLBM UGM‑73 Poseidon et LGM‑30 Minuteman III, projet abandonné en 1967.
  - W68 - Ogive pour UGM‑73 Poseidon (1970 - 1991).
  - W69 - Ogive pour ASM AGM‑69 SRAM (1972 - 1990).
  - W70 - Ogive pour MGM‑52 Lance (1973 - 1992).
  - W71 - Ogive pour ABM LIM‑49A Spartan (1974 - 1975, démantelé en 1992).
  - W72 - Ogive pour bombe à guidage AGM‑62 Walleye (1970 - 1979).
  - W73 - Ogive pour ASM AGM‑53 Condor, projet abandonné en 1970.
  - W76 - Ogive pour SLBM UGM‑96 Trident I et UGM‑133 Trident II (1978 - aujourd’hui).
  - W78 - Ogive pour LGM‑30 Minuteman III (1979 - aujourd’hui).
  - W80 - Ogive pour missiles de croisière AGM‑86, AGM‑129, BGM‑109 Tomahawk et AGM‑181 LRSO(1981 - aujourd’hui).
  - W81 - Ogive pour SAM RIM‑67 Standard ER, basé sur la B61, projet abandonné en 1986.
  - W84 - Ogive pour missile de croisière BGM‑109G Gryphon (1983 - 1991).
  - W85 - Ogive pour Pershing II et Pershing 1b (1983 - 1991).
  - W86 - Ogive pour option pénétrante du Pershing II, projet abandonné en 1980.
  - W87 - Ogive pour ICBM LGM‑118 Peacekeeper (1986 - 2005), LGM‑30 Minuteman III (depuis 2007), et futur ICBM LGM‑35 Sentinel
  - W87‑1 - Ogive pour MGM‑134 Midgetman, projet abandonné en 1992.
  - W88 - Ogive pour UGM‑133 Trident II (1988 - aujourd’hui).
  - W89 - Ogive pour SRAM II et SSM UUM‑125 Sea Lance, projet abandonné en 1991.
  - W91 - Ogive pour SRAM‑T, projet abandonné en 1991.

### Primaires nucléaires communes
Plusieurs conceptions d’armes américaines partagent des composants communs. Il s’agit notamment des primaires nucléaires répertoriés ci-dessous.
| Modèle           | Utilisé dans ces armes            |
| ---------------- | --------------------------------- |
| RACER IV         | TX/ Marc 14, TX/ Marc 16, Marc 17 |
| Python primaire  | B28 W28 W40 W49                   |
| Primaire Boa     | W30 W52                           |
| Primaire Robin   | W38 W45 W47                       |
| Primaire Tsetse  | B43 W44 W50 B57 W59               |
| Primaire Kinglet | W55 W58                           |
| Famille B61      | B61 W69 W73 W80 W81 W84 W85 W86   |

## Union soviétique / Russie
Au plus fort de son arsenal en 1988, l'Union des républiques socialistes soviétiques possédait environ 45 000 armes nucléaires, soit environ 13 000 de plus que l'arsenal des États-Unis, deuxième sur le podium mondial, qui avait atteint son apogée en 1966.
- Torpilles
  - 53-58 - torpille dotée d’une ogive RDS-9 de 10 kT.
  - 65-73 - torpille de 20 kT.
  - VA-111 Chkval - torpille de 150 kT.

- Bombes

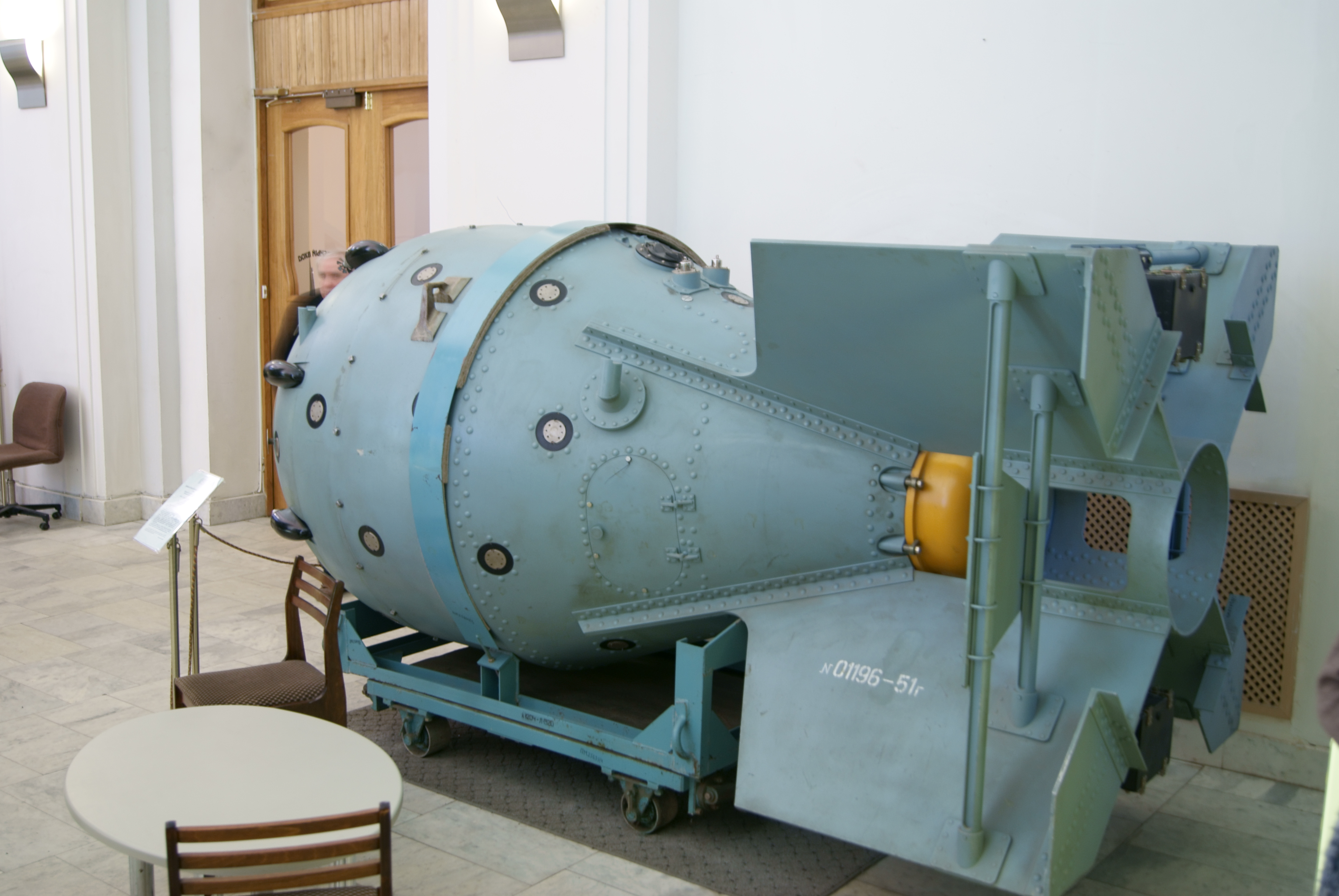
Maquette de la RDS-1, la première arme nucléaire soviétique.

  - RDS-1 - bombe de 22 kT, testée le 29 août 1949 sous le nom de « First Light » (Joe 1). Ce modèle fut produit en 5 exemplaires.
  - RDS-2 - bombe de 38 kT, testé le 24 septembre 1951 sous le nom « Second Light ». Sa conception fut retardée par le développement du RDS-1.
  - RDS-3 - bombe de 42 kT. Première bombe soviétique testée lors d'un largage le 18 octobre 1951. Première bombe soviétique « produite en série ».
  - RDS-3I - bombe de 62 kT, testée le 24 octobre 1954. La RDS-31 était une RDS-3 amélioré avec un générateur de neutrons externe.
  - RDS-4 - bombe de 42 kT, aussi appelée « Tatyana ». La RDS-4 était plus petite et plus légère que les bombes soviétiques précédentes.
  - RDS-5
  - RDS-6 - bombe de 400 kT, également connue sous le nom de RDS-6s, ou « sloika » ou « layer cake », testée le 12 août 1953.
  - RDS-7 - bombe à fission de 500 kT, comparable à la Mk-18 américaine, dont le développement a été abandonné après le succès de la RDS-6S.
  - RDS-27 - bombe à fission de 250 kT, testée le 6 novembre 1955.
  - RDS-37 - bombe de 3 MT, première bombe à hydrogène à deux étages soviétique, testée le 22 novembre 1955.
  - RDS-220 Tsar Bomba - bombe à trois étages, extrêmement volumineuse. Initialement conçue comme une bombe de 100 MT, mais ne développant que 50 MT lors des essais.
- Missiles balistiques intercontinentaux.
  - RDS-9 - ogive de 40 kT pour la R-5M MRBM (SS-3)
  - RDS-37 - ogive de 3 MT pour R-7 Semyorka / SS-6 Sapwood.
  - RDS-46 - ogive de 5 MT pour R-7A Semyorka / SS-6 Sapwood.
  - 8F17 - ogive de 3 MT pour R-16 / SS-7 Saddler.
  - 8F115 et 8F116 - ogive de 5 à 6 MT pour R-16 / SS-7 Saddler.
  - Ogives inconnu pour R-9 / SS-8 Sasin.
  - 15F42 - ogive de 1,2 MT pour UR-100 / SS-11 Mod 3 Sego.
  - Ogive inconnue allant de 750 kT à 1 MT pour RT-2 / SS-13 Mod 1 Savage.
  - 15F1r - ogive allant de 750 kT à 1. 65 MT pour RT-2 / SS-13 Mod 2 Savage.
  - Ogive inconnue de 466 kT pour RT-2 / SS-13 Mod 3 Savage.
  - Ogive inconnue de 500 kT pour RT-20 / SS-15 Scrooge.
  - Ogive inconnue de 1.5 MT pour RT-20 / SS-15 Scrooge.
  - Ogive inconnue allant de 650 kT à 1.5 MT pour RT-21 Temp 2S / SS-16 Sinner.
  - Ogive inconnue allant de 300 à 750 kT pour MR-UR-100 Sotka / SS-17 Spanker Mod 1.
  - Ogive inconnue allant de 4 à 6 MT pour MR-UR-100 Sotka / SS-17 Spanker Mod 2.
  - 8F675 (Mod 2) - ogive de 20 MT pour R-36M2 / SS-18 Satan.
  - 8F021 - ogive de 2 ou 5 MT pour R-36MP / SS-18 Satan (3 MIRV).
  - Ogive inconnue de 550 kT pour R-36M2 / SS-18 Satan (10 MIRV).
  - Ogive inconnue de 750 kT pour R-36M2 / SS-18 Satan (10 MIRV).
  - Ogive inconnue de 550 kT pour UR-100N / SS-19 Mod 1 Stiletto (6 MIRV).
  - Ogive inconnue allant de 2.5 à 5 MT pour UR-100N / SS-19 Mod 2 Stiletto.
  - Ogive Inconnue de 550 kT pour RT-23 Molodets / SS-24 Scalpel (10 MIRV).
  - Ogive inconnue de 550 kT pour RT-2PM Topol / SS-25 Sickle.
  - Ogive inconnue de 550 kT pour RT-2UTTH Topol M / SS-27 Sickle B.

## Royaume-Uni
- Blue Steel
- Yellow Sun - Bombe thermonucléaire larguée par voie aérienne.
- Ogives nucléaires
  - Blue Danube - Arme à fission.
  - Red Snow - Utilisée pour Yellow Sun (Mk.2)
  - Green Grass - Utilisée pour Yellow Sun (Mk.1).
  - Red Bear - Arme nucléaire tactique.
  - WE.177.
  - Blue Cat - ogive nucléaire, version britannique du W44 américain.
  - Blue Fox - arme nucléaire, rebaptisée plus tard Indigo Hammer.
  - Blue Peacock - Mine terrestre nucléaire de dix kilotonnes, également appelée à l'origine « Blue Bunny », et plus tard « chicken-powered nuclear bomb ».
  - Blue Rosette - Bombe nucléaire à boîtier court pour bombardier de reconnaissance, selon les spécifications R156T, y compris l'Avro 730, le Handley Page HP.100, l'English Electric P10, le Vickers SP4…
  - Blue Slug - missile nucléaire navire-navire utilisant le lanceur Sea Slug.
  - Blue Water - missile sol-sol à charge nucléaire.
  - Bambou vert - arme nucléaire.
  - Green Cheese - missile nucléaire anti-navire.
  - Green Flash - remplaçant de Green Cheese.
  - Green Granit - armes nucléaires.
  - Green Grass - arme nucléaire.
  - Indigo Hammer - arme nucléaire.
  - Orange Herald - bombe à fission la plus puissante jamais testée à 720 kt.
  - Violet Club – arme nucléaire.

## France

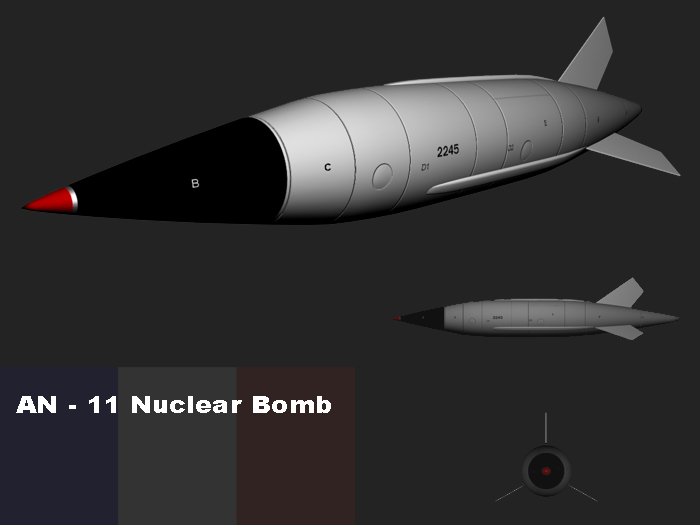
Représentation de l'AN-11, la première bombe A opérationnelle française, emportée par les Mirage IV de 1964 à 1967.

La France a un arsenal entre 290 et moins de 300 armes nucléaires en 2025, contre 350 armes nucléaires stockées en 2002 et un maximum d'environ 540 en 1991.
- Bombes
  - AN 11
  - AN 22
  - AN 52 ( MR 50 CTC )
- Ogives (et missiles)
  - MR 31 ( S2 )
  - MR 41 ( M1 et M2 )
  - MR 50 CTC ( AN 51 CTC et AN 52 CTC )
  - AN 51 CTC ( Pluton )
  - AN 52 CTC ( AN 52 )
  - TN 60 ( M20 )
  - TN 61 ( M20 et S3 )
  - TN 70 MIRV ( M4 )
  - TN 71 MIRV ( M4 )
  - TN 75 MIRV ( M45 et M51 )
  - TN 76 MIRV ( M5 )
  - TN 80 ( ASMP )
  - TN 81 ( ASMP )
  - TN 90 ( Hadès )
  - TNA ( ASMP-A )
  - TNO MIRV ( M51 )

## Chine
La Chine posséderait environ 250 armes atomiques au début du 21e siècle mais aaugmenté son arsenal depuis, passant selon des estimations à 600 ogives en 2024. Elle a publié très peu de rapports sur le contenu de son arsenal.
- Tests:
  - 596 (essai nucléaire)
  - Test n° 6
- Missiles balistiques :
  - DF-1
  - DF-2
  - DF-3A
  - DF-4
  - DF-5
  - DF-11
  - DF-15
  - DF-17
  - DF-21
  - DF-31
  - DF-31B
  - DF-41
  - JL-1
  - JL-2
  - B-611
  - P-12
- Missiles de croisière
  - DH-10
  - CJ-10
  - HN1
  - HN2
  - HN3
  - CF-2
  - CF-1
  - SS-N-2

## Inde
Bien que le programme nucléaire militaire de l'Inde soit classifié et tenu hautement secret, les chiffres internationaux suggèrent que l'Inde possède environ 172 armes atomique selon les estimations de 2024. En 1999, on estimait que l’Inde possédait 800 kg de plutonium de bonne qualité, auxquels venait s’ajouter 8 300 kg de plutonium civil, soit suffisamment pour fabriquer environ 1 000 armes atomiques,,.

## Israël
On présume qu’Israël possède un arsenal estimé de 75-130 à 100-200 ogives, mais refuse officiellement de le confirmer, laissant la communauté internationale dans le flou.Mordechai Vanunu, ancien technicien nucléaire d’Israël, a confirmé l’existence d’un programme d’armes nucléaires en 1986.
Des rumeurs ont fait allusion à des obus d'artillerie nucléaire tactique, à des bombes à fission légères et à des ogives de missiles thermonucléaires.
La BBC News Online a publié un articlele 28 mai 2008 , qui cite l'ancien président américain Jimmy Carter déclarant qu'Israël possède au moins 150 armes nucléaires. L'article indique que cette affirmation avait apparemment été confirmée peu de temps après par le Premier ministre israélien Ehud Olmert.

## Pakistan
En 2024, le Pakistan posséderait environ 170 armes nucléaires,.

## Corée du Nord
La Corée du Nord affirme posséder des armes nucléaires. On estime que le pays dispose de 6 à 18 armes nucléaires de faible puissance (estimation d'août 2012).
Le 9 octobre 2006, la Corée du Nord a réalisé sa première explosion nucléaire.
Le 25 mai 2009, la Corée du Nord a procédé à un deuxième essai d’armes nucléaires au même endroit que le premier. L'arme disposait de la même puissance dévastatrice que les bombes atomiques larguées sur le Japon pendant la Seconde Guerre mondiale. Au même moment, la Corée du Nord testait deux missiles balistiques à courte portée. Le 2 février 2013, une arme de 7 kt est testée et validée. Le 3 septembre 2017, la Corée du Nord procède à un essai thermonucléaire souterrain dont la puissance est estimée entre 100 et 250 kt.
Le 24 mars 2023, la Corée du Nord a dévoilé la bombe nucléaire tactique Hwasan-31, mesurant environ 90 centimètres,. Les missiles balistiques Hwasong-11A (KN-23) et KN-25 sont capables de la transporter,,.

## Afrique du Sud
L’Afrique du Sud a construit par le passé six ou sept armes de type à insertion devant être largué par avion. Toutes ces armes ont été décrétées comme ayant été démantelées par l’Agence internationale de l'énergie atomique et d'autres observateurs internationaux.

## Réferences
1. ↑  https://www.bfmtv.com/economie/entreprises/defense/la-france-a-depense-6-milliards-d-euros-pour-son-arsenal-nucleaire-en-2024_AD-202506130290.html
2. ↑  (en) R. S. Norris et H. M. Kristensen, « Global nuclear weapons inventories, 1945–2010 », Bulletin of the Atomic Scientists, vol. 66, no 4,‎ 2010, p. 77–83 (DOI 10.2968/066004008, lire en ligne, consulté le 18 février 2019).
3. ↑  https://www.lemonde.fr/international/article/2025/02/09/la-chine-muscle-son-arsenal-nucleaire_6538107_3210.html
4. ↑  Kristensen et Norris, « Indian nuclear forces, 2017 », Bulletin of the Atomic Scientists, vol. 73, no 4,‎ 5 juillet 2017, p. 205 (DOI 10.1080/00963402.2017.1337998, Bibcode 2017BuAtS..73d.205K)
5. ↑  « India's Nuclear Weapons Program », nuclearweaponarchive.org (consulté le 26 juin 2012)
6. ↑  « India's and Pakistan's Fissile Material and Nuclear Weapons Inventories, end of 1999 », Institute for Science and International Security (consulté le 26 juin 2012)
7. ↑  Normark, Magnus, Anders Lindblad, Anders Norqvist, Björn Sandström and Louise Waldenström. "Israel and WMD: Incentives and Capabilities." Swedish Defence Research Agency FOI-R--1734--SE December 2005 <« Israel and WMD: Incentives and Capabilities - Swedish Defence Research Agency » [archive du 7 juillet 2007] (consulté le 20 octobre 2007)>
8. ↑  The Samson option; Israel's nuclear arsenal and American foreign policy, Hersh, Seymour M., New York, Random House, 1991,  (ISBN 0-394-57006-5)
9. ↑  « Middle East | Israel 'has 150 nuclear weapons' », BBC News, 26 mai 2008 (consulté le 14 août 2012)
10. ↑  « Nuclear Weapons: Who Has What at a Glance », Arms Control Association, ACA (consulté le 23 avril 2019)
11. ↑  « Global nuclear weapons », sipri (consulté le 13 juin 2019)
12. ↑  « North Korea could have fuel for 48 nuclear weapons by 2015 », The Daily Telegraph, 20 août 2012 (consulté le 8 novembre 2012).
13. ↑  Inseok Woo, « North Korea's Nuclear Strategy: Limited Nuclear Use and Escalation Management », Wiley Digital Library, vol. 39, no 3,‎ 24 novembre 2024, p. 615-645 (DOI 10.1111/pafo.12268, lire en ligne , consulté le 21 juin 2025).
14. ↑  Seunghyuk Baik, « Anticipating North Korea’s Next Nuclear Test » [PDF], sur Institute for Security & Development Policy, 24 juin 2024 (consulté le 21 juin 2025), p. 3.
15. ↑  « North Korea Unveils Tactical Nuclear Warheads for First Time ».
16. ↑  « [영상] '화산-31' 전술핵탄두 전격 공개한 북한…7차 핵실험 임박했나? »,‎ 28 mars 2023.
17. ↑  « 북한, 전술핵탄두 전격 공개…김정은 "무기급 핵물질 확대" »,‎ 28 mars 2023.